# União Americana Esporte Clube
União Americana Esporte Clube (conhecido apenas por União Americana e cujo acrônimo é UAEC), foi o primeiro clube de futebol da cidade de Goiânia. Fundada em 28 de abril de 1936 no bairro de Campinas.. O time, apesar de sua vida efêmera, teve papel importante na difusão do futebol em Goiânia e na criação do Goiânia Esporte Clube.

## História

### 1936: O início e partidas

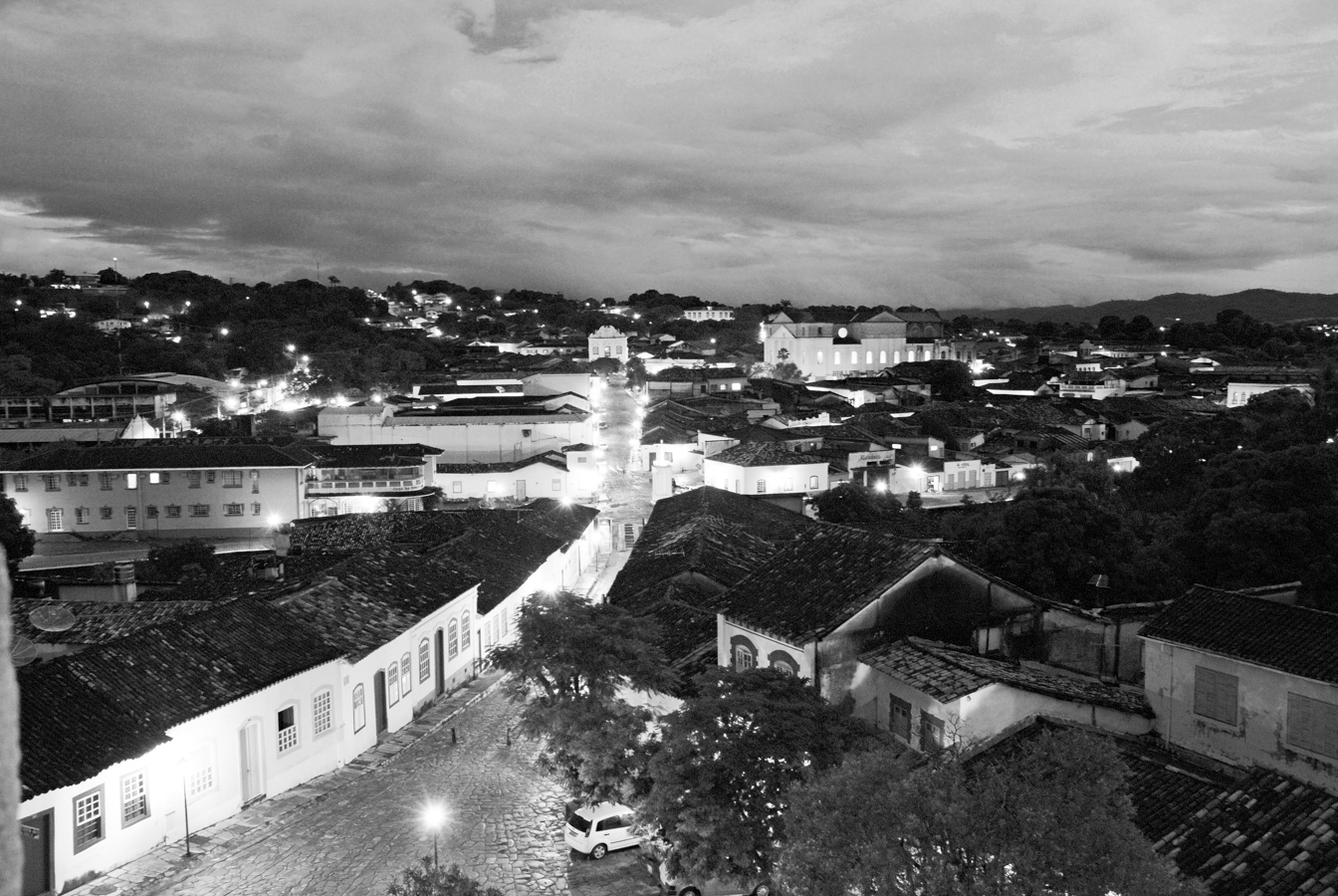
Cidade de Goiás, lar do América e da União Goiana, clubes que deram origem e nome ao União Americana.

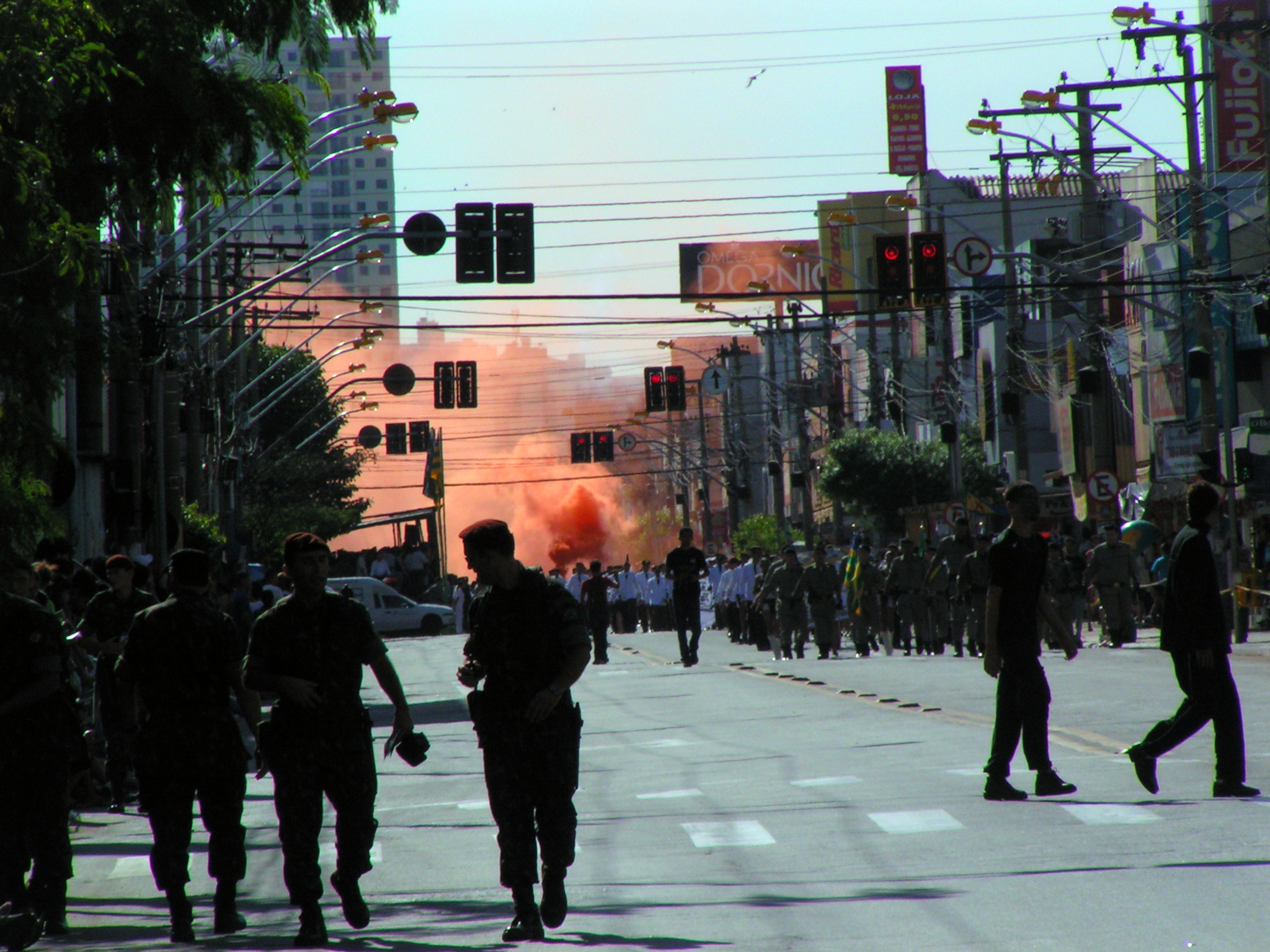
Avenida 24 de Outubro, berço da União Americana e do futebol goianiense.

Na antiga capital existia uma grande rivalidade entre o América e a União Goiana, os dois grandes clubes daquela cidade. Na década 30, houve um fluxo migratório devido a construção da nova capital. Esse acontecimento foi tão impactante que em fevereiro de 1936, houve uma reunião na União Goiana para falar sobre a transferência do então presidente Irany Alves Ferreira e alguns diretores para Goiânia.
Os migrantes, com saudades dos embates futebolístico da Cidade de Goiás, decidiram fundar um novo clube em Goiânia. Foi então que, a partir de uma reunião de 17 rapazes no dia 28 de abril de 1936, em um prédio na avenida 24 de Outubro no bairro de Campinas, surgia o União Americana Sport Club. A presença de elementos associados à União Goiana e ao América Esporte Clube, influenciaria explicitamente na escolha do nome e dos cargos de direção da nova equipe. Na reunião, ficou decidida uma diretoria provisória, inicialmente com duas funções, seria composta por Elisio Taveira (presidente da União Goiana em 1935) e Jary Sócrates (2° secretário do América em 1934), respectivamente nos cargos de presidente e secretário geral, Everaldo de Sousa como vicepresidente (vinculado ao América), João de Brito como 1º secretário (vinculado à União Goiana), Irapuan Sardinha da Costa como 2º secretário (vinculado ao América), Irany Alves Ferreira como médico (presidente da União Goiana em 1935 sucedendo Elisio Taveira) e José Henrique da Veiga Jardim como encarregado do setor esportivo (vinculado ao América). Assim como aconteceria no Goiânia Esporte Clube, duas comissões foram criadas: uma com o objetivo de angariar sócios e donativos, composta pelo mesmo José Henrique da Veiga Jardim e Acácio José e outra, a cargo da elaboração dos estatutos, formada pelo presidente, o secretário geral e o médico Irany Alves Ferreira.
A União Americana estrearia em junho de 1936. O jogo seria uma disputa entre os dois primeiros quadros do clube, mas seus dirigentes prometeriam para em breve a organização de outros jogos, inclusive de outros esportes. Acompanhando o anúncio da partida, a diretoria requereu um terreno utilizando das prerrogativas presentes na lei nº 37 de 20 de novembro de 1935.
Em 12 de julho a União Americana enfrentaria o Botafogo Social Clube de Anápolis. O jogo seria ofertado ao governador Pedro Ludovico Teixeira, ao superintendente geral de obras de Goiânia Jerônimo Coimbra Bueno e ao prefeito Venerando, que foi o árbitro da partida. O time goianiense fechou o primeiro tempo ganhando de 1 a 0, mas a partida acabou em 1 a 1.
"A novel capital de Goiás, viveu, domingo último, dia 12, horas de intensa vibração com a realização do macth intermunicipal de futebol entre a União Americana Sport Clube, local, e o poderoso conjunto do Botafogo S.C., da cidade vizinha de Anápolis. Foi o primeiro jogo do popular esporte bretão que se realizou na cidade menina e os seus organizadores, srs, João Fadú Sáher, Manoel de Oliveira, José Henrique da Veiga Jardim e Maximiano Mata Teixeira, resolveram, num gesto acertado, oferecê-lo aos Drs. Pedro Ludovico Teixeira, Governador do Estado, Coimbra Bueno, engenheiro chefe da construção de Goiânia e Venerando de Freitas Borges, Prefeito na nova capital de Goiás... O placard marcou um honroso empate 1x1, que pode ser considerado uma excelente vitória do recém-surgido team local sobre o seu adestrado adversário Anápolis."(sic.) (MONTEIRO, 1938, p.512.)
Existe também registro de uma partida em 16 de agosto de 1936 entre a União Americana e União Goiana. O jogo foi vencido pelo time de Goiás Velho por 3 a 2.

### 1936: Fim efêmero
A União Americana não conseguiu sobreviver por mais de 4 meses. Alguns fundadores do clube se mudariam do bairro de Campinas para o canteiro de obras, migrando para a “distante” Goiânia, definida como local para treinos e jogos. A distância entre esses dois lugares (mais de 5 quilômetros) desanimaria jogadores que moravam em Campinas o que acarretaria no fim do time.
Outro acontecimento é que em 30 de julho de 1936, algumas pessoas que fundaram e fizeram parte da União Americana (José Henrique da Veiga Jardim) criariam o Goiânia no centro de Goiânia. Devido a este fato, alguns consideram o União Americana como o embrião do Goiânia, apesar de serem clubes diferentes.

## Estatísticas

### Jogos
| Mandante          | Placar | Visitante             | Competição       |
| ----------------- | ------ | --------------------- | ---------------- |
| União Americana A | –      | União Americana B     | Amistoso de 1936 |
| União Americana   | 1–1    | Botafogo Social Clube | Amistoso de 1936 |
| União Americana   | 2–3    | União Goiana          | Amistoso de 1936 |